# كارلوس أدريان موراليس
كارلوس أدريان موراليس (بالإسبانية: Carlos Adrián Morales) (6 سبتمبر 1979 في المكسيك - ) هو لاعب كرة قدم مكسيكي في مركز الوسط. شارك مع منتخب المكسيك تحت 20 سنة لكرة القدم ومنتخب المكسيك لكرة القدم. أما مع النوادي، فقد لعب مع تايجرز أونال وسانتوس لاغونا ونادي باتشوكا ونادي تولوكا ونادي تيكوس ونادي غوادالاخارا ونادي موريليا الرياضي.

## وصلات خارجية
- كارلوس أدريان موراليس على موقع قاعدة بيانات كرة القدم.إي يو (الإنجليزية)
- كارلوس أدريان موراليس على موقع ناشيونال فوتبول تيمز (الإنجليزية)
- كارلوس أدريان موراليس على موقع Soccerway.com (الإنجليزية)
- كارلوس أدريان موراليس على موقع AS.com (الإسبانية)